# Storbergsmast
De Storbergsmast (Zweeds: Storbergsmasten) is een 335 meter hoge zendmast in de Zweedse gemeente Hudiksvall.
Het object, dat wordt gebruikt voor FM- en televisie-uitzendingen, behoort met de identieke Fårhultsmast, de Gungvalamast en de Jupukkamast tot de vier hoogste bouwwerken in Zweden.